# 居抜き
居抜き（いぬき）とは、もともと存在した店舗の家具などがそのまま残った状態で不動産物件を他の者に売却したり、貸したりすることである。

## 概要
狭義的には、主として同業種の閉店した地に、その旧店舗の内外装・設備類をそのまま利用して出店することを指す場合もある。このような状態の物件を居抜き物件という。これに対して旧店舗の内装や設備類などを撤去し建物のみとした状態の物件をスケルトンと呼ぶこともある。
物件によっては、「床・壁・天井だけあります」「厨房だけあります」というように、内装の一部だけ残っている場合でも居抜き物件という場合もあるが、その場合は「一部居抜き」といった表現をすることが多い。
異業種による居抜きの例として、宇都宮市越戸の「とわノイエ越戸」や、福岡県中間市の「家族葬のさくら(中間会館)」（いずれもジョイフルの跡地）などがある。

## メリット
メリットとしては、過去の店舗から残されている内装や設備をそのまま使用できるため、初期投資を少なく抑えられることがあげられる

## デメリット
デメリットとしては、店内のレイアウトがある程度決まっているため、イメージ通りの内装にしにくい点があげられる。特に、飲食店の場合では、水回り（厨房やトイレ）の改装が難しいケースが多い。
また、引き継いだ設備が古く、実際には使えないといった場合、新たに買い足す必要が出てくるため、結果的に造作譲渡料以外に新たに工事費が発生してしまう。

## スケルトン
床・壁・天井・内装などが何もない「建物の躯体だけの状態」の物件のことは、「スケルトン」という。
店舗物件は「スケルトン渡し・スケルトン返し」が基本なので、返却する際はスケルトン状態に戻す必要がある。しかし、新たなテナントが旧テナントと同じ業種であれば、そのままで引き渡しができれば内装工事費用を節約でき、かつ元テナントにとってもスケルトンに戻す解体費用を節約することができる。その結果、引渡時間の短縮により物件のオーナーにとってもメリットとなる。

## ギャラリー

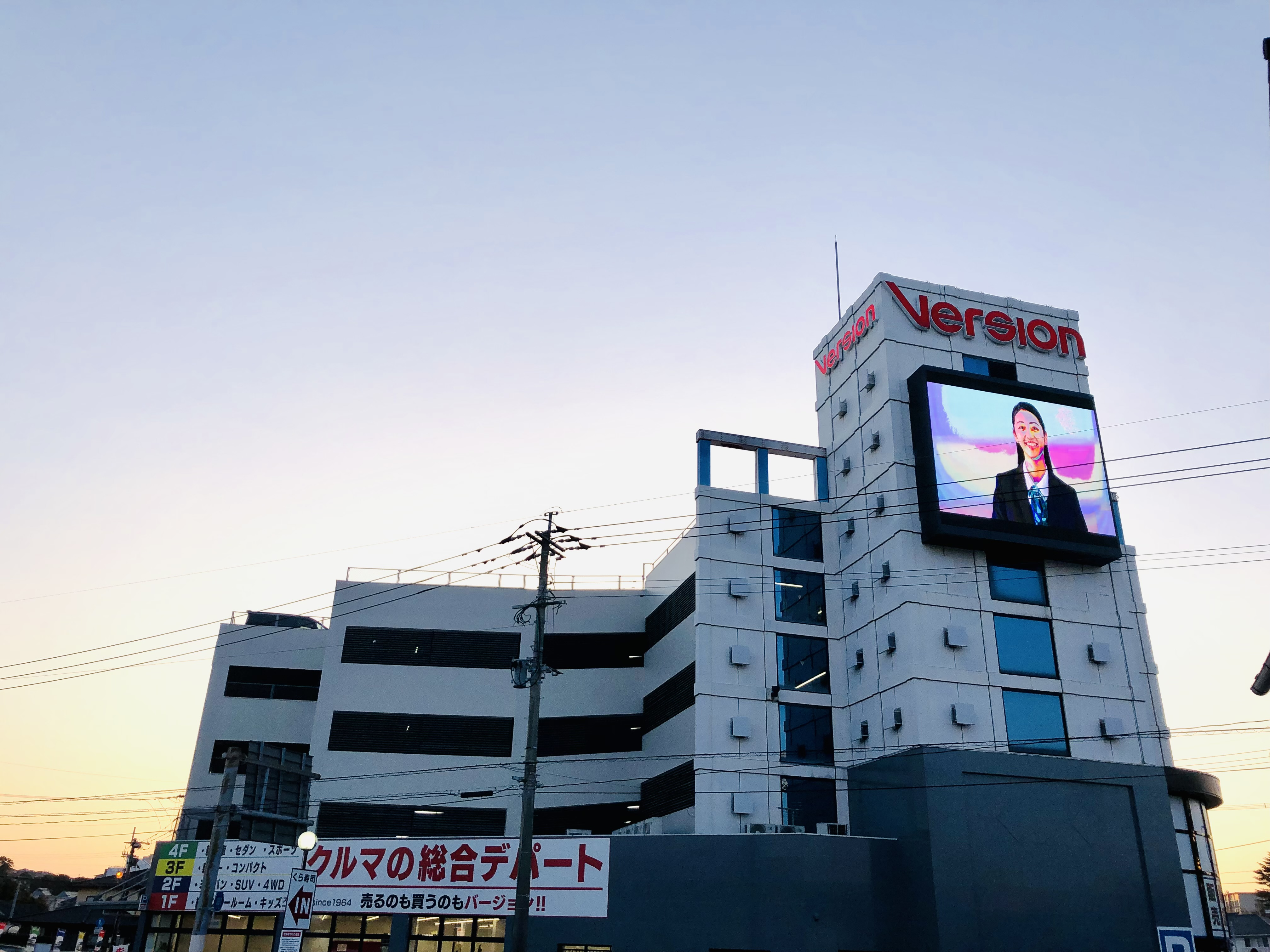
パチンコ店居抜きの中古車販売店

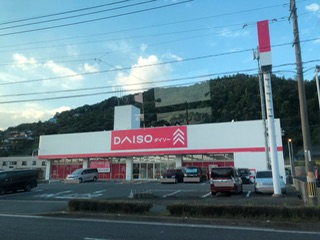
ベスト電器居抜きのダイソー